# Al Jarreau

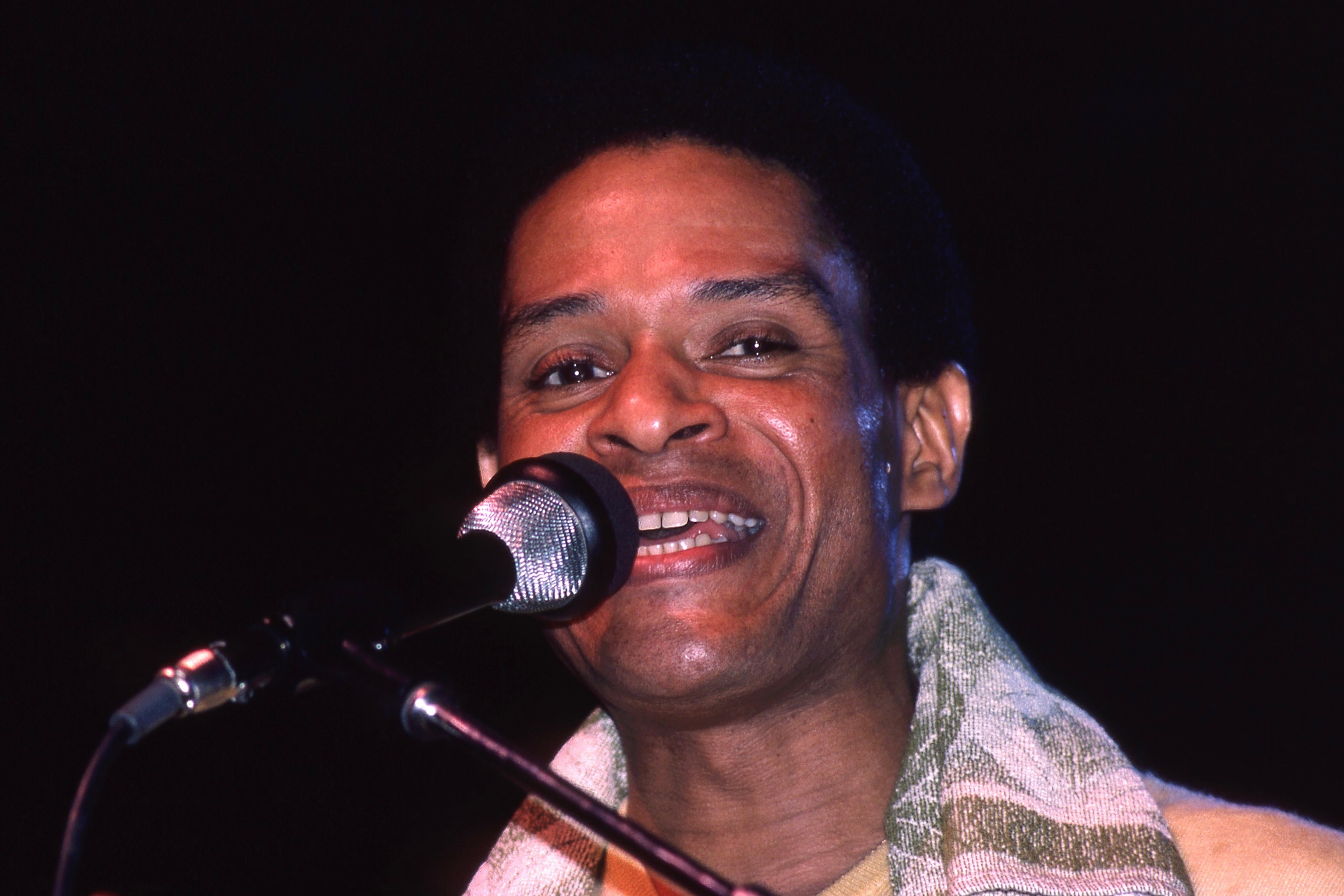
Al Jarreau bei seinem Auftritt in Düsseldorf (1981)

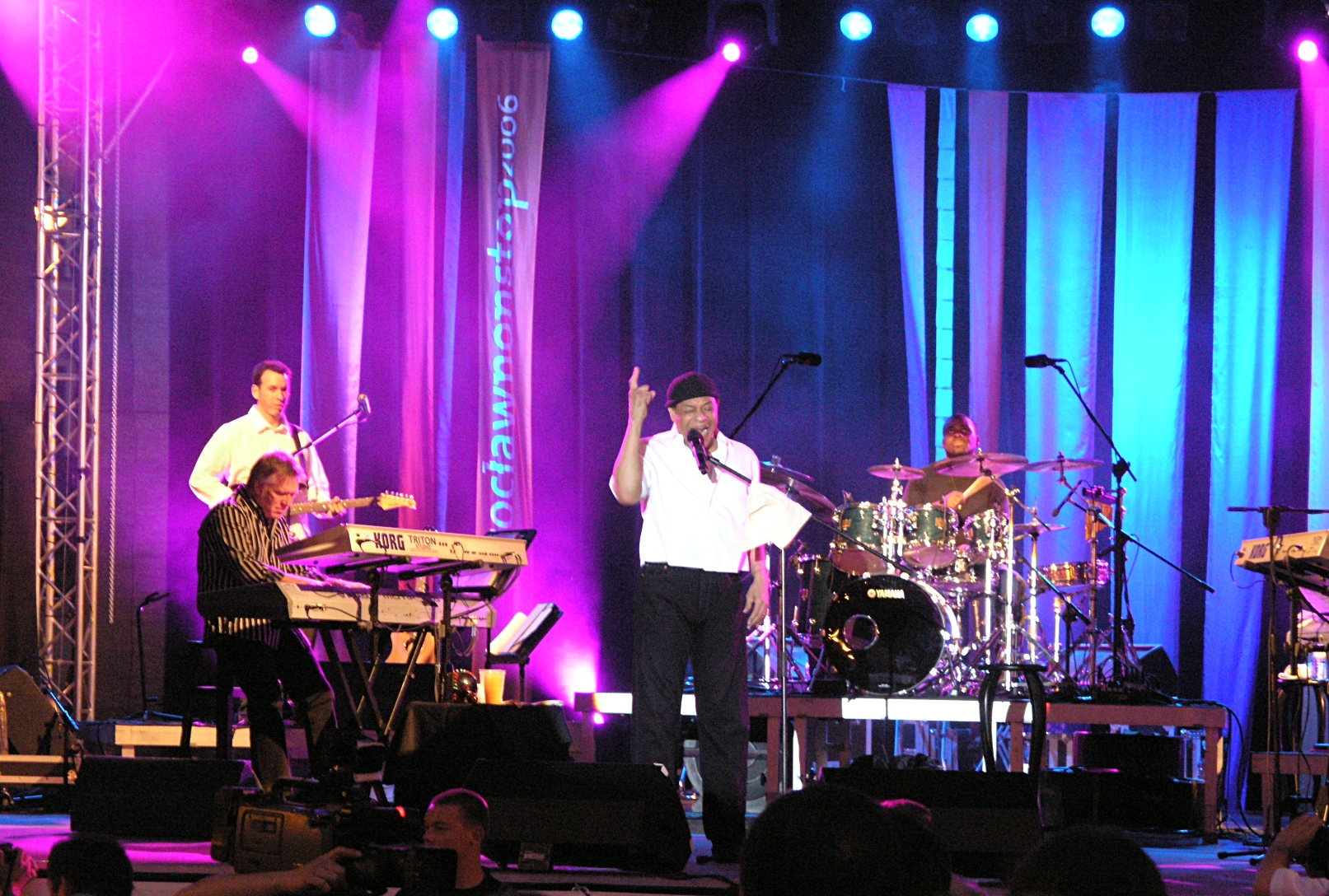
Al Jarreau und Band (2006)

Al Jarreau, eigentlich Alwyn Lopez Jarreau (* 12. März 1940 in Milwaukee, Wisconsin; † 12. Februar 2017 in Los Angeles, Kalifornien), war ein US-amerikanischer Jazz-, Pop- und Rhythm-and-Blues-Sänger sowie Songschreiber.

## Leben und Wirken
Jarreau war das fünfte von sechs Kindern. Die Familie war sehr arm und zeichnete sich durch eine große Musikalität aus. Jarreau sang bereits mit vier Jahren sein erstes Solo in der Kirche. Sein aus New Orleans stammender Vater Emile Alphonse war Pfarrer in der Kirche der Siebenten-Tags-Adventisten, arbeitete aber während des Zweiten Weltkriegs in der Munitionsfabrik A. O. Smith, sodass Jarreau seinen Vater nie in der Kirche, sondern nur zu Hause predigen hörte. Seine Mutter Pearl Walker war Kirchenorganistin. Schon als Kind entdeckte Al Jarreau durch seine Brüder die Improvisation, als er mit ihnen zusammen zu Hause sang.

### Studium und Zeit als Sozialarbeiter
In seiner Jugend begann er, in Bars seiner Heimatstadt aufzutreten. In einer davon lernte er den ungarischen Jazzpianisten Laszlo Les Czimber (genannt „Tarzan“) kennen, der 1956 nach dem Volksaufstand von Budapest nach Milwaukee geflohen war; dieser brachte ihm bei, wie man Lieder ausarbeitet. Von 1958 bis 1962 studierte Jarreau am Ripon College in Wisconsin Psychologie und schloss das Studium mit dem Bachelor of Arts ab. Während seines Studiums trat er an den Wochenenden lokal mit einer vierköpfigen Gruppe namens The Indigos auf. Danach absolvierte er an der University of Iowa einen Masterstudiengang (Master’s Degree in Vocational Rehabilitation).
1964 ging er nach sechs Monaten Dienstzeit in der Armeereserve nach San Francisco. Dort führte er eine Art Doppelleben: Dreimal pro Woche trat er abends in einem Club mit einem Trio auf, das vom damals noch unbekannten George Duke geleitet wurde. Tagsüber arbeitete er als Rehabilitationshelfer im California Division and Rehabilitation Center, wo er Menschen mit geistigen oder körperlichen Behinderungen bei der Eingliederung ins Arbeitsleben half. 1965 sang er als Student an Wochenenden unter anderem mit dem Joe Abodeely Trio im The Tender Trap, einem Club in Cedar Rapids. Dort traf er auch auf den Saxophonisten J. R. Monterose, der ihm beibrachte, Saxophonlinien zu singen oder zu scatten. Ein Liveauftritt wurde mitgeschnitten und erschien später als Platte beim Bainbridge Label unter dem Titel 1965 – Al Jarreau (auch unter The Masquerade Is Over oder J. R. Monterose – Live at the Tender Trap veröffentlicht); das Album enthält so bekannte Standards wie Sophisticated Lady, My Favourite Things, Come Rain or Shine und One Note Samba.
Mit dem brasilianischen Gitarristen Julio Martinez, den er 1968 kennenlernte, trat Jarreau als Duo im Gatsby’s in Sausalito auf. In dieser Zeit entdeckte er auch seine Liebe zum Bossa Nova und entwickelte seinen charakteristischen, instrumental inspirierten Gesangsstil. Die Tätigkeit als Sozialarbeiter bezeichnete er zwar als seinen Traumberuf, weil er schon immer anderen Menschen in irgendeiner Weise habe helfen wollen. 1969 entschied er sich jedoch ganz für die Musik und kündigte seine Arbeitsstelle, da die Doppelbelastung auf Dauer zu anstrengend war.

### Karriere

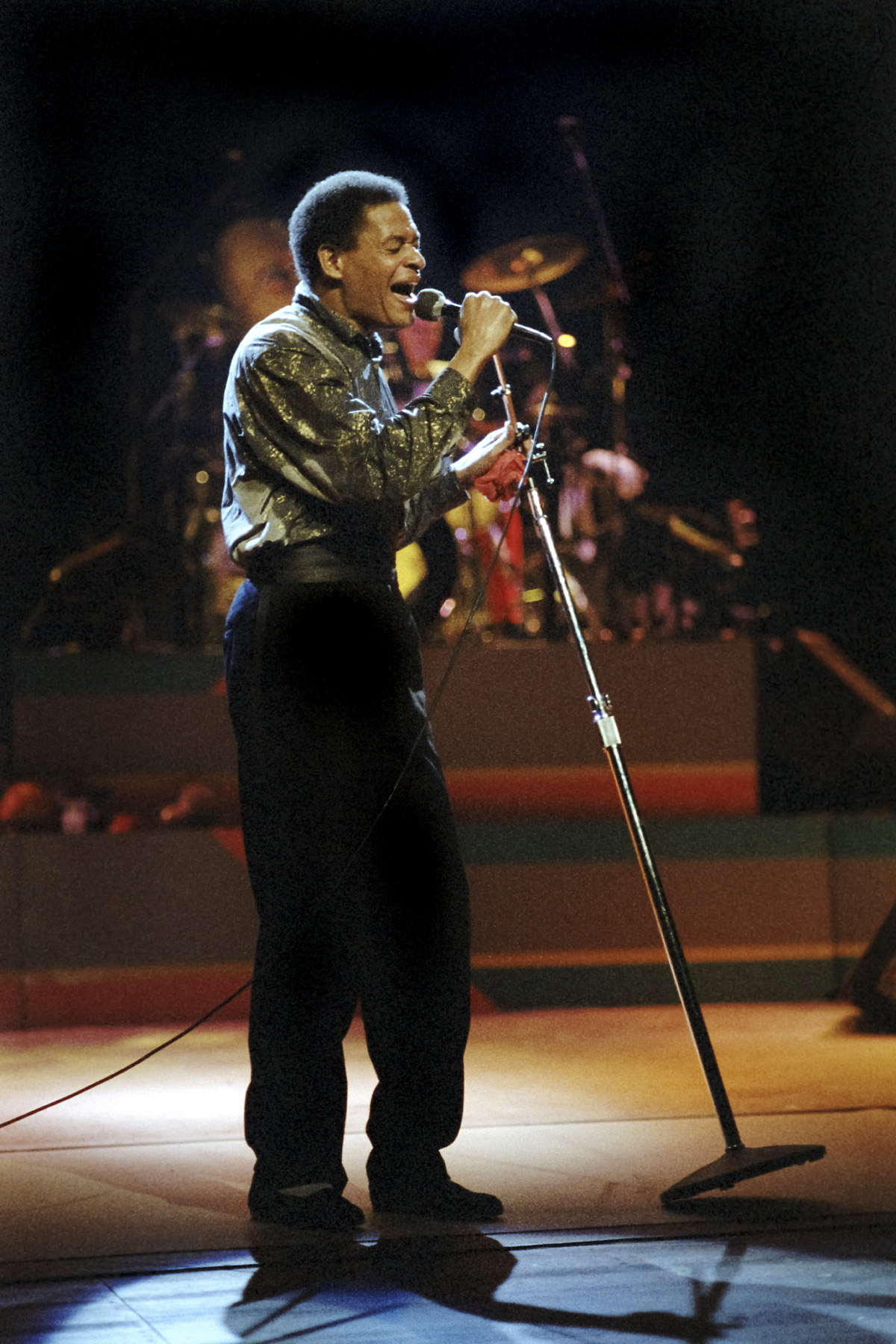
Al Jarreau 1986 in Berlin

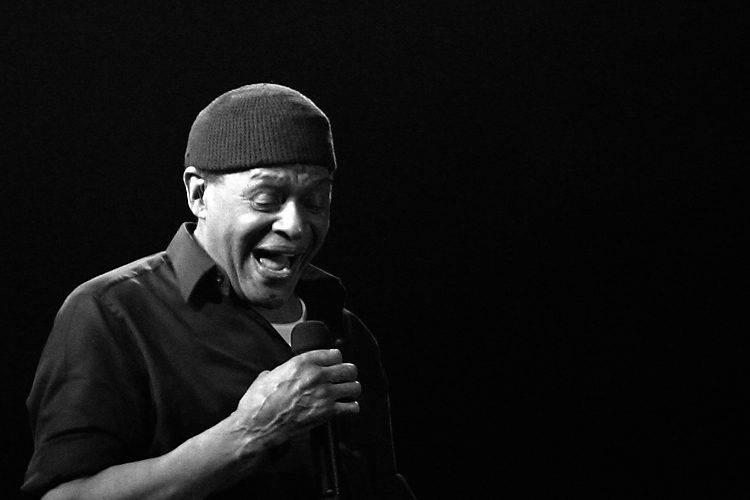
Al Jarreau beim North Sea Jazz Festival 2006 in den Niederlanden

1975 trat Al Jarreau im Vorprogramm des Jazzpianisten Les McCann im Troubadour Club in Hollywood auf. Bei einem nachfolgenden Auftritt im Bla Bla Cafe wurde er von einem Talent-Scout der Warner Music Group entdeckt und unterschrieb seinen ersten Plattenvertrag. Kurz darauf erschien seine erste Platte bei Warner, We Got By. Er war damals bereits 35 Jahre alt. Anschließend trat er sechs Monate lang in Klubs in Hamburg auf, u. a. im Onkel Pö. Dort startete er seine internationale Karriere. 1976 kam sein zweites Album, Glow, heraus. 1977 wurden Ausschnitte von der Europatournee auch auf die Platte Look to the Rainbow gepresst. Hier machte ihn vor allem die Liveversion des Dave-Brubeck-Quartett-Klassikers Take Five mit einem Schlag bekannt. Er erhielt den deutschen Schallplattenpreis für Nachwuchskünstler. Auch in den USA wuchs seine Bekannt- und Beliebtheit. Im selben Jahr erhielt er dort den Grammy als „Best Jazz Vocal“. 1978 gewann er für All Fly Home einen zweiten Grammy in der Rubrik „Best Jazz Vocal“.
1980 erschien This Time. 1981 folgte Breakin’ Away mit der Vokal-Interpretation (Round, Round, Round) Blue Rondo à la Turk, komponiert von Dave Brubeck, die ihm seinen dritten Grammy für die „Best Jazz Vocal Performance, Male“ und den vierten für die „Best Male Pop Vocal Performance“ einbrachte. 1983 und 1984 erschienen die Alben Jarreau und High Crime. 1985 wurde Live in London in der Wembley Arena in London vor Publikum live aufgenommen. Außerdem sang er beim von Quincy Jones produzierten Welthit We Are the World mit anderen bekannten Künstlern für das Projekt USA for Africa der Afrika-Welthungerhilfe mit.
1986 erschien L Is for Lover. 1987 intonierte Jarreau die Titelmelodie für die amerikanische Fernsehserie Das Model und der Schnüffler mit Cybill Shepherd und Bruce Willis in den Hauptrollen und schrieb selbst den Text zur Musik von Lee Holdridge. 1988 erschien Heart’s Horizon. 1992 bekam Jarreau seinen fünften Grammy für sein Album Heaven and Earth für die „Best Male R&B Vocal Performance“. 1994 wurde Tenderness auf einer kleinen Bühne in Los Angeles, produziert von Marcus Miller, vor knapp 250 Zuschauern live eingespielt. 1996 folgte erstmal eine Tourpause, in der er drei Monate am Broadway in New York im Musical Grease die Rolle des Teen Angel spielte. Ebenfalls folgten TV-Gastauftritte in den amerikanischen Serien New York Undercover und Ein Hauch von Himmel. Außerdem erschien Best of Al Jarreau, eine Zusammenstellung seiner bekanntesten Hits.
In den folgenden Jahren kam es zu keinen weiteren Veröffentlichungen, da Jarreau sich von seiner langjährigen Plattenfirma (Warner Brothers) trennte. Er tourte weiter rund um den Globus. 2000 wurde sein Album Tomorrow Today bei der neuen Plattenfirma Verve veröffentlicht. 2002 erschien All I Got. 2004 löste Jarreau mit Accentuate the Positive das langjährige Versprechen ein, endlich ein Jazzalbum herauszubringen, das er mit einem Trio einspielte. 2006 veröffentlichte er mit Givin’ It Up ein ganzes Album mit dem Jazz-Gitarristen und -Sänger George Benson. Im Jahr 2007 gewann er seinen sechsten Grammy für das Stück aus dem Album God Bless the Child in der Kategorie „Best Traditional R&B Vocal Performance“.
Ende Januar 2017 sagte Jarreau wegen Schwäche und Kurzatmigkeit eine geplante Jazz-Kreuzfahrt ab und musste ärztlich behandelt werden. Vom Krankenhaus aus ließ er am 8. Februar 2017 über seine Website erklären, dass er seine Live-Karriere beenden müsse. Vier Tage später starb er dort im Kreise seiner Familie. Bereits 2010 war der damals 70-jährige wegen lebensgefährlicher Atemprobleme intensivmedizinisch versorgt worden.

## Stimme
Joachim-Ernst Berendt beschreibt Jarreaus Stimme wie folgt:

„Jarreau – singend, gurgelnd, mit der Zunge schnalzend, stöhnend, schreiend, flatternd, flüsternd, seufzend, knatternd – verfügt über ein Arsenal stimmlicher Möglichkeiten, das mit dem keines anderen männlichen Sängers vergleichbar ist. Jarreau ist ein Instrumentalist der Stimme, seine Musik kommt von instrumentalen Phrasen her. Seine Kehle bringt wirklich ein ganzes Orchester hervor: Schlagzeuge und Saxophone, Trompeten und Flöten, Congas und Bässe – aber das alles aus dem Mund eines einzigen Mannes, vom tiefsten Bass zum höchsten Flageolett, als ob dieser Mann über ein Dutzend oder mehr verschiedener männlicher oder weiblicher Stimmen verfüge. Am frappantesten ist Al Jarreaus Flötenstimme.“

Paul Desmonds Klassiker Take Five, den Al Jarreau auf seinem Album Look to the Rainbow gecovert hat, zeigt als gutes Beispiel seine Imitationskunst. Ebenso als echter Zungenbrecher auf dem Breakin’-Away-Album Blue Rondo a la Turk oder Chick Coreas Spain – I Can Recall (auf dem Album This Time zu finden).

## Musikalische Einflüsse
Von Kind an wurde Al Jarreau durch den Jazz geprägt. Es war die Musik, die im Hause Jarreau ausgeübt und gehört wurde. Am Radio hörte Al Jazzgrößen wie Ella Fitzgerald, Jon Hendricks, Dizzy Gillespie, Illinois Jacquet und Nat King Cole.
Schnelle, instrumental gedachte Melodien so zu singen, dass er zusätzlich auch noch die Botschaft und Bedeutung des Liedes vermitteln könne, das alles habe er von Jon Hendricks gelernt. Musikalisch hat er zwischen Jon Hendricks und Johnny Mathis versucht, seine eigene Stimme zu finden. Textlich wurde er dagegen von Joni Mitchell, den Beatles, Marilyn Allen Bergman und Bob Dylan geprägt.
Al Jarreau wurde durch den Scat-Gesang und den Bossa Nova und viele weitere Musikrichtungen beeinflusst. Er sagte selbst:

„So I’m really a product of a lot of different music. The whole American scene was an influence as a part of my past, but probably the jazz stuff was the most important.“

## Preise und Auszeichnungen
2016 wurde Al Jarreau mit dem Frankfurter Musikpreis ausgezeichnet.

### Hollywood Walk of Fame
2001 erhielt er als einer der besten Sänger seiner Generation einen goldenen Stern auf dem „Hollywood Walk of Fame“ in Los Angeles.

### Grammy-Award-Auszeichnungen
- 1978 – Beste Gesangsdarbietung – Jazz, Look to the Rainbow.
- 1979 – Beste Gesangsdarbietung – Jazz, All Fly Home.
- 1981 – Beste Aufnahme für Kinder – In Harmony. A Sesame Street Record. Zusammen mit anderen Künstlern.
- 1982 – Beste männliche Gesangsdarbietung – Pop, Breakin’ Away.
  - Beste männliche Gesangsdarbietung – Jazz, (Round, Round, Round) Blue Rondo a La Turk.
- 1993 – Beste männliche Gesangsdarbietung – Rhythm and Blues, Heaven and Earth.
- 2007 – Beste traditionelle Gesangsdarbietung – Rhythm and Blues, God Bless the Child. Zusammen mit George Benson und Jill Scott.

Bis heute (Stand 2017) ist er der einzige Künstler, der in diesen drei unterschiedlichen Musikrichtungen Grammy Awards bekommen hat: Jazz, Pop und Rhythm & Blues.

## Diskografie

### Studioalben
| Jahr | Titel                                  | Höchstplatzierung, Gesamtwochen, AuszeichnungChartplatzierungen (Jahr, Titel, Platzierungen, Wochen, Auszeichnungen, Anmerkungen) | Höchstplatzierung, Gesamtwochen, AuszeichnungChartplatzierungen (Jahr, Titel, Platzierungen, Wochen, Auszeichnungen, Anmerkungen) | Höchstplatzierung, Gesamtwochen, AuszeichnungChartplatzierungen (Jahr, Titel, Platzierungen, Wochen, Auszeichnungen, Anmerkungen) | Höchstplatzierung, Gesamtwochen, AuszeichnungChartplatzierungen (Jahr, Titel, Platzierungen, Wochen, Auszeichnungen, Anmerkungen) | Höchstplatzierung, Gesamtwochen, AuszeichnungChartplatzierungen (Jahr, Titel, Platzierungen, Wochen, Auszeichnungen, Anmerkungen) | Anmerkungen                                              |
| Jahr | Titel                                  | DE | AT | CH | UK | US | Anmerkungen                                              |
| ---- | -------------------------------------- | --- | --- | --- | --- | --- | -------------------------------------------------------- |
| 1975 | We Got By                              | — | — | — | — | — | Erstveröffentlichung: August 1975                        |
| 1976 | Glow                                   | DE41 (2 Wo.)DE | — | — | — | US132 (11 Wo.)US | Erstveröffentlichung: 15. Juni 1976                      |
| 1978 | All Fly Home                           | — | — | — | — | US78 (28 Wo.)US | Erstveröffentlichung: September 1978                     |
| 1980 | This Time                              | — | — | — | — | US27 Gold · (35 Wo.)US | Erstveröffentlichung: Juni 1980                          |
| 1981 | Breakin’ Away                          | — | — | — | UK60 (8 Wo.)UK | US9 Platin · (103 Wo.)US | Erstveröffentlichung: 30. Juni 1981                      |
| 1982 | 1965                                   | — | — | — | — | — | Erstveröffentlichung: Juli 1982                          |
| 1983 | Jarreau                                | DE25 (20 Wo.)DE | — | — | UK39 (18 Wo.)UK | US13 Platin · (43 Wo.)US | Erstveröffentlichung: 28. März 1983                      |
| 1984 | High Crime                             | DE42 (11 Wo.)DE | — | CH27 (1 Wo.)CH | UK81 (1 Wo.)UK | US49 (35 Wo.)US | Erstveröffentlichung: 29. Oktober 1984                   |
| 1986 | L Is for Lover                         | DE7 (28 Wo.)DE | AT10 (18 Wo.)AT | CH13 (9 Wo.)CH | UK45 (10 Wo.)UK | US81 Gold · (28 Wo.)US | Erstveröffentlichung: 8. September 1986                  |
| 1988 | Heart’s Horizon                        | DE33 (16 Wo.)DE | — | — | — | US75 Gold · (23 Wo.)US | Erstveröffentlichung: 15. November 1988                  |
| 1992 | Heaven and Earth                       | DE59 (7 Wo.)DE | AT38 (1 Wo.)AT | CH38 (2 Wo.)CH | — | US105 (9 Wo.)US | Erstveröffentlichung: 22. Juni 1992                      |
| 2000 | Tomorrow Today                         | DE28 Gold · (12 Wo.)DE | — | CH76 (2 Wo.)CH | — | US137 (6 Wo.)US | Erstveröffentlichung: 7. März 2000                       |
| 2002 | All I Got                              | DE48 (5 Wo.)DE | — | — | — | US137 (1 Wo.)US | Erstveröffentlichung: 16. September 2002                 |
| 2004 | Accentuate the Positive                | DE88 (1 Wo.)DE | AT63 (3 Wo.)AT | CH91 (1 Wo.)CH | — | — | Erstveröffentlichung: 3. August 2004                     |
| 2006 | Givin’ It Up                           | DE59 (5 Wo.)DE | AT30 (5 Wo.)AT | — | — | US58 (7 Wo.)US | Erstveröffentlichung: 24. Oktober 2006 mit George Benson |
| 2008 | Christmas                              | — | — | — | — | — | Erstveröffentlichung: 2008                               |
| 2014 | My Old Friend: Celebrating George Duke | DE84 (1 Wo.)DE | — | — | — | US69 (1 Wo.)US | Erstveröffentlichung: 5. August 2014                     |
| 2024 | Ellington                              | — | — | — | — | — | Erstveröffentlichung: 1. November 2024 mit NDR Bigband   |

grau schraffiert: keine Chartdaten aus diesem Jahr verfügbar

### Livealben
| Jahr | Titel               | Höchstplatzierung, Gesamtwochen, AuszeichnungChartplatzierungen (Jahr, Titel, Platzierungen, Wochen, Auszeichnungen, Anmerkungen) | Höchstplatzierung, Gesamtwochen, AuszeichnungChartplatzierungen (Jahr, Titel, Platzierungen, Wochen, Auszeichnungen, Anmerkungen) | Anmerkungen                        |
| Jahr | Titel               | DE | US | Anmerkungen                        |
| ---- | ------------------- | --- | --- | ---------------------------------- |
| 1977 | Look to the Rainbow | — | US49 Gold · (15 Wo.)US | Erstveröffentlichung: 27. Mai 1977 |
| 1985 | In London           | DE58 (2 Wo.)DE | US125 (9 Wo.)US | Erstveröffentlichung: August 1985  |
| 1994 | Tenderness          | DE76 (8 Wo.)DE | US114 (8 Wo.)US | Erstveröffentlichung: 24. Mai 1994 |

Weitere Livealben
- 1984: In Concert – Live at London’s Wembley Arena
- 1990: Live
- 2011: Live at the Half / Note 1995 Volume 1 (mit The George Duke Trio)
- 2012: Al Jarreau and the Metropole Orkest Live (Al Jarreau and the Metropole Orkest conducted by Vince Mendoza)
- 2016: Live at Montreux 1993
- 2024: Wow: Live at the Childe Harold

### Kompilationen
| Jahr | Titel              | Höchstplatzierung, Gesamtwochen, AuszeichnungChartsChartplatzierungen (Jahr, Titel, Platzierungen, Wochen, Auszeichnungen, Anmerkungen) | Anmerkungen                            |
| Jahr | Titel              | DE | Anmerkungen                            |
| ---- | ------------------ | --- | -------------------------------------- |
| 1996 | Best of Al Jarreau | DE91 (1 Wo.)DE | Erstveröffentlichung: 5. November 1996 |

Weitere Kompilationen
| - 1978: Al Jarreau Collection - 1980: Best Of - 1983: The Masquerade Is Over - 1983: Ain’t No Sunshine - 1984: Spirits & Feelings - 1985: You - 1992: A Salute to Bill Withers: The Originals - 1994: Spotlight on Al Jarreau - 1995: Living for You - 1996: Al Jarreau - 1996: Lean on Me - 1997: Kings of Soul - 1998: Love & Happiness - 1998: Improvisations - 1998: The Masters - 1999: My Favorite Things - 1999: Ain’t No Sunshine - 2000: Gold Collection - 2000: Al Jarreau: Magic Collection - 2000: Golden Legends - 2000: Come Rain or Shine - 2000: Early Gold and New Spins - 2001: This One’s for You – Al Jarreau Sings Bill Withers - 2001: Expressions - 2002: Still in Love with You | - 2002: Free Spirit - 2002: One Note Samba - 2002: Sunshine - 2003: Al Jarreau - 2003: Lean on Me - 2003: My Favourite Things - 2003: Members Edition - 2003: Best of Al Jarreau - 2004: Kissing My Love - 2004: Al and Lou (mit Lou Rawls) - 2004: Teach Me Tonight - 2004: Master Classics - 2005: The Great Al Jarreau - 2005: My Favorite Things - 2005: R&B Soul - 2006: The Collection - 2006: Most Famous Hits: The Album - 2007: Al Jarreau / Dionne Warwick Live (mit Dionne Warwick) - 2007: R&B Soul: Live - 2008: Love Songs - 2009: The Very Best Of: An Excellent Adventure - 2011: Original Album Series (5-CD-Box) - 2012: Lean on Me & Other Favorites - 2012: Early Cover Years - 2013: The Ultimate Doubles |

### Weitere Alben
- 1979: Lonely Town, Lonely Street
- 1979: Call Me
- 1984: Does Withers
- 1985: Replay of Al Jarreau
- 1984: Al Jarreau Presents
- 1988: Manifesto
- 1988: Soul Man (mit Lou Rawls)
- 1997: Lou Harrison: A Portrait (Lou Harrison feat. Al Jarreau, California Symphony und Barry Jekowsky)
- 1998: Tribute to Bill Withers
- 2001: Let’s Stay Together
- 2005: Fire and Rain
- 2008: Here I Am
- 2009: Al Jarreau Sings Bill Withers

### Singles
| Jahr | Titel Album                               | Höchstplatzierung, Gesamtwochen, AuszeichnungChartplatzierungen (Jahr, Titel, Album, Platzierungen, Wochen, Auszeichnungen, Anmerkungen) | Höchstplatzierung, Gesamtwochen, AuszeichnungChartplatzierungen (Jahr, Titel, Album, Platzierungen, Wochen, Auszeichnungen, Anmerkungen) | Anmerkungen                                                                 |
| Jahr | Titel Album                               | UK | US | Anmerkungen                                                                 |
| ---- | ----------------------------------------- | --- | --- | --------------------------------------------------------------------------- |
| 1981 | We’re in This Love Together Breakin’ Away | UK55 (4 Wo.)UK | US15 (24 Wo.)US | Erstveröffentlichung: Juli 1981                                             |
| 1981 | Breakin’ Away                             | — | US43 (10 Wo.)US | Erstveröffentlichung: 1981                                                  |
| 1982 | Teach Me Tonight Breakin’ Away            | — | US70 (7 Wo.)US | Erstveröffentlichung: 1982                                                  |
| 1983 | Mornin’ Jarreau                           | UK28 (6 Wo.)UK | US21 (15 Wo.)US | Erstveröffentlichung: März 1983                                             |
| 1983 | Boogie Down Jarreau                       | UK63 (4 Wo.)UK | US77 (6 Wo.)US | Erstveröffentlichung: 1983                                                  |
| 1983 | Trouble in Paradise Jarreau               | UK36 (6 Wo.)UK | US63 (7 Wo.)US | Erstveröffentlichung: 1983                                                  |
| 1984 | After All High Crime                      | — | US69 (9 Wo.)US | Erstveröffentlichung: 18. Juli 1984                                         |
| 1985 | Day by Day City Rhythm                    | UK53 (4 Wo.)UK | — | Erstveröffentlichung: November 1985 mit Shakatak                            |
| 1986 | Tell Me What I Gotta Do L Is for Lover    | UK98 (2 Wo.)UK | — | Erstveröffentlichung: 1986                                                  |
| 1987 | Moonlighting Theme –                      | UK8 (8 Wo.)UK | US23 (13 Wo.)US | Erstveröffentlichung: 1987 Titellied der Serie Das Model und der Schnüffler |

Weitere Singles
| - 1975: Rainbow in Your Eyes - 1976: Your Song - 1976: Fire and Rain - 1977: Take Five - 1978: Thinkin’ About It Too - 1980: Never Givin’ Up - 1980: One Good Turn - 1980: Gimme What You Got - 1980: Distracted - 1981: Roof Garden - 1981: Easy - 1981: Closer to Your Love - 1982: Your Precious Love (mit Randy Crawford und Yellowjackets) - 1982: Our Love - 1982: And God Bless Us All… Jarreau - 1983: Love Is Waiting - 1983: Black and Blues - 1984: Let’s Pretend - 1984: Raging Waters - 1986: The Music of Goodbye (mit Melissa Manchester) | - 1986: Since I Fell for You - 1986: Real Tight - 1986: Give a Little More Lovin’ - 1986: L Is For Lover’ - 1986: Says - 1988: I Must Have Been a Fool - 1988: All or Nothing at All - 1988: So Good - 1988: All of My Love - 1992: Blue Angel - 1992: Heaven and Earth - 1992: Superfine Love - 1992: It’s Not Hard to Love You - 1993: What You Do to Me - 1994: Tenderness - 1996: Compared to What - 1997: Smile (mit Gregor Prächt) - 2000: Tomorrow Today - 2000: In My Music (mit Phife Dawg) - 2002: Lost and Found (mit Joe Cocker) |

## Auszeichnungen für Musikverkäufe
| Goldene Schallplatte - Frankreich - 1982: für das Album Breakin’ Away - 1984: für das Album Jarreau - Niederlande - 1982: für das Album Breakin’ Away |

Anmerkung: Auszeichnungen in Ländern aus den Charttabellen bzw. Chartboxen sind in ebendiesen zu finden.
| Land/RegionAuszeichnungen für Musikverkäufe (Land/Region, Auszeichnungen, Verkäufe, Quellen) | Gold     | Platin     | Verkäufe  | Quellen           |
| -------------------------------------------------------------------------------------------- | -------- | ---------- | --------- | ----------------- |
| Deutschland (BVMI)                                                                           | Gold1    | —          | 150.000   | musikindustrie.de |
| Frankreich (SNEP)                                                                            | 2× Gold2 | —          | 200.000   | snepmusique.com   |
| Niederlande (NVPI)                                                                           | Gold1    | —          | 50.000    | nvpi.nl           |
| Vereinigte Staaten (RIAA)                                                                    | 4× Gold4 | 2× Platin2 | 4.000.000 | riaa.com          |
| Insgesamt                                                                                    | 8× Gold8 | 2× Platin2 |           |                   |

## Belege
1. ↑  Amerikanischer Jazz-Sänger. Al Jarreau mit 76 Jahren gestorben. In: FAZ.net. Frankfurter Allgemeine Zeitung, 12. Februar 2017, abgerufen am 2. Mai 2022.
2. 1 2  Aus gesundheitlichen Gründen. Al Jarreau muss Live-Karriere beenden. In: Spiegel.de. 8. Februar 2017, abgerufen am 2. Mai 2022.
3. ↑  Musik. Al Jarreau beendet Live-Karriere. Erschöpft. (Memento vom 11. Februar 2017 im Internet Archive).In: Zeit.de. 9. Februar 2017, abgerufen am 2. Mai 2022.
4. 1 2 3 4  Chartquellen: DE AT CH UK US

| Personendaten    | Personendaten                                |
| ---------------- | -------------------------------------------- |
| NAME             | Jarreau, Al                                  |
| ALTERNATIVNAMEN  | Jarreau, Alwyn Lopez (vollständiger Name)    |
| KURZBESCHREIBUNG | US-amerikanischer Jazz- und Popmusiker       |
| GEBURTSDATUM     | 12. März 1940                                |
| GEBURTSORT       | Milwaukee, Wisconsin, Vereinigte Staaten     |
| STERBEDATUM      | 12. Februar 2017                             |
| STERBEORT        | Los Angeles, Kalifornien, Vereinigte Staaten |